# Lin Dan
Lin Dan (förenklad kinesiska: 林丹; pinyin: Lín Dān), född 14 oktober 1983 i Longyan (龙岩), Fujian-provinsen, Kina är en professionell badmintonspelare. Han är en kinesisk idrottare som tog guld i badminton vid olympiska sommarspelen 2008 i Peking. Han har i många år legat högt uppe på världsrankingen.
Lin Dan har för närvarande ett förhållande med den kvinnliga världsettan Xie Xingfang. De vann båda varsin singeltitel i världsmästerskapet i Madrid 2006 och upprepade bedriften med varsin vinst i singelklassen i en turnering för tionde gången i och med 2007 års upplaga av badmintonturneringen All England.

## Meriter
2006 blev Lin Dan utsedd till årets badmintonspelare och i och med att han 2007 vann badmintonvärldsmästerskapet i Kuala Lumpur blev han efter Yang Yang den andra människan i badmintonhistorien att vinna två singeltitlar i rad. 
Han har fem gånger i rad (2006, 2007, 2009, 2011 och 2013) vunnit herrsingelklassen i världsmästerskapen, en prestation han är ensam om i VM-historien. Lin Dan har även sex vinster i All England (2004, 2006, 2007, 2009, 2012 och 2016).
Lin Dan blev uttagen till Kinas trupp i de olympiska sommarspelen 2008 i Peking och den 17 augusti vann Lin Dan finalmatchen mot Lee Chong Wei och vann därmed OS-guld.

### Olympiska meriter

#### Olympiska sommarspelen 2008
| Namn        | Gren   | 32-delsfinal | 16-delsfinal            | 8-delsfinal              | Kvartsfinal               | Semifinal                 | Final                   | Final |
| Namn        | Gren   | Resultat     | Resultat                | Resultat                 | Resultat                  | Resultat                  | Resultat                | Plats |
| ----------- | ------ | ------------ | ----------------------- | ------------------------ | ------------------------- | ------------------------- | ----------------------- | ----- |
| (1) Lin Dan | Singel |              | Ng (HKG) W 21-16, 21-13 | Park (KOR) W 21-8, 21-11 | Gade (DEN) W 21-13, 21-16 | Chen (CHN) W 21-12, 21-18 | Lee (MAS) W 21-12, 21-8 |       |